# Luis Hernán Díaz
Pour les articles homonymes, voir Díaz.
Díaz  Villegas est un nom espagnol. Le premier nom de famille, en général paternel, est Díaz ; le second, en général maternel, souvent omis, est Villegas.
Luis Hernán Díaz Villegas, né le 5 septembre 1945 à Buga (Valle del Cauca), et mort le 24 novembre 2021 à Cali, capitale du même département, est un coureur cycliste colombien.

## Repères biographiques
Né en septembre 1945 à Buga, Luis Hernán Díaz déménage à l'âge de cinq ans avec sa famille pour Tuluá, Valle del Cauca, où il forge sa vie sportive et familiale. Surnommé la bala colombiana (la balle colombienne), il montre des qualités de sprinter, assez peu communes en Colombie à cette époque. Ce qui lui permet de briller aussi bien sur piste que sur route. Díaz est sélectionné de nombreuses fois en équipe nationale, surtout pour des épreuves contre-la-montre.
Dans les vélodromes, il se distingue en poursuite individuelle, en remportant la médaille d'or aux Jeux bolivariens de 1970 et en récidivant quatre ans plus tard aux Jeux d'Amérique centrale et des Caraïbes de 1974. Luis H. Díaz représente même son pays aux Jeux olympiques dans cette discipline. Il accède aux quarts de finale du tournoi des Jeux de Munich.
Il s'illustre également en poursuite par équipes. Notamment, en 1970, où aux Jeux bolivariens, il décroche l'or par équipes (devant une faible adversité) après avoir remporté l'individuelle. En 1971, lors des Jeux panaméricains où le niveau est bien plus relevé, le Vallecaucano, associé au futur champion du monde de poursuite amateur Martín Emilio Rodríguez, remporte le titre   (quatre ans plus tard, en l'absence de Rodríguez, passé professionnel en Europe, le quartet colombien n'obtiendra que la médaille d'argent aux Jeux panaméricains de Mexico). Ou bien encore, lorsqu'en 1974, lors des premiers championnats panaméricains, disputés à domicile, décevant en individuelle malgré une médaille d'argent, Luis Hernán s'adjuge l'or par équipes.
Sur la route, il fait partie de nombreuses sélections représentant son pays sur le 100 km contre-la-montre par équipes. Particulièrement, en 1970, où au Panama, pour les Jeux d'Amérique centrale et des Caraïbes, ou au Venezuela pour les Jeux bolivariens, il remporte la médaille d'or. Mais aussi en 1974, où que cela soit aux championnats panaméricains ou aux Jeux d'Amérique centrale et des Caraïbes, le quatuor colombien obtient la médaille d'argent.
Luis Hernán Díaz s'est également illustré sur la course en ligne de championnats. En 1974, il s'adjuge la médaille d'or dans son département d'origine lors des premiers championnats panaméricains et l'argent aux Jeux d'Amérique centrale et des Caraïbes. Mais aussi au niveau national, où après avoir obtenu la médaille de bronze en 1968, il devient champion de Colombie sur route en 1973, à Bucaramanga.
Ses premiers résultats sur route datent de 1968, avec la médaille de bronze aux championnats de Colombie sur route décroché derrière le vainqueur Jairo Grijalba et son dauphin Miguel Samacá. Cette année-là, il débute dans son Tour national. À sa deuxième participation, Luis H. Díaz remporte une étape. L'année suivante, il récidive mais il s'octroie également son premier classement annexe, le classement des étapes volantes, désignant le meilleur sprinteur de la compétition. En 1973, Díaz finit pour la première fois dans les dix premiers son Tour national. Classement qu'il confirme en montant sur le podium du classement général lors de l'édition suivante,. La Vuelta 1975 le voit remporter sa quatrième étape, la première en contre-la-montre. Le Tour de Colombie 1976 est particulièrement prolifique puisque Luis Hernán Díaz remporte trois étapes et deux classements annexes, ceux de la régularité et des étapes volantes. Il renoue avec la victoire dans son Tour national en 1979, en s'adjugeant la huitième étape, disputée en contre-la-montre. Le Vallecaucano termine sa carrière cycliste en prenant le départ de pas moins de dix-huit éditions du Tour de Colombie.
Sur le plan international, indépendamment de ses victoires d'étapes sur le Tour du Táchira, se détachent deux compétitions en Europe, le Tour de l'Avenir 1973 (es) et le Baby Giro 1974. En France, outre le prix du super-combatif que reçoit la sélection colombienne, il achève la compétition à la dixième place au classement général (deuxième Colombien derrière Abelardo Ríos, neuvième), non sans avoir tenté une échappée à cinq kilomètres du but, dans la dernière étape, où il termine cinquième une fois repris. Un an plus tard, en juin 1974, Luis Hernán Díaz remporte le second secteur de la cinquième étape du Baby Giro, disputée en contre-la-montre, à la surprise des observateurs, ne s'attendant pas un succès colombien. Cependant ce résultat est remis en cause par un contrôle antidopage positif, effectué à l'issue de sa victoire et qui lui vaut son exclusion de la compétition,. 
Une fois retiré de la compétition, Luis Hernán monte une boutique-atelier de cycles à Tuluá, dont il a vécu longtemps.
Díaz luttait contre un cancer depuis plusieurs années. En diverses occasions les médias se sont fait écho des requêtes de ses proches pour obtenir de la sécurité sociale colombienne (EPS) les soins adéquats, comme de la chimiothérapie. En septembre 2021, annonçant que son état se dégradait, Luis Hernán Díaz et son épouse médiatisaient encore une fois leur lutte contre l'EPS. S'alimentant grâce à une sonde, il réclamait une date pour une intervention chirurgicale, au niveau de l'estomac. Mardi 23 novembre, alors qu'il était hospitalisé à la Fondation Valle del Lili, l'ancien coureur est transféré à la clinique Rafael Uribe, en raison de l'état critique dans lequel il se trouvait. Il meurt le lendemain dans cette même ville de Cali,.

## Palmarès sur route
- 1968
  - 3e du championnat de Colombie sur route
- 1969
  - 1re étape du Tour de Colombie
  - 1re étape du Tour du Táchira
- 1970
  -  Médaillé d'or du contre-la-montre par équipes aux Jeux d'Amérique centrale et des Caraïbes
  - Tour de Colombie :
    - 9e étape
    - Classement des étapes volantes[23]
- 1973
  -  Champion de Colombie sur route
  - Clásica Domingo a Domingo
  - 4e étape du Tour de Colombie
- 1974
  - 5e étape b du Baby Giro[n 2]
  -  Champion panaméricain sur route
  - 3e du Tour de Colombie
- 1975
  - 3e étape du Tour de Colombie
  - 8e et 9e étapes du Tour du Táchira
- 1976
  - Tour de Colombie[24] :
    - 5e, 12e et 14e étapes
    - Classement de la régularité
    - Classement des étapes volantes

  - Clásica Domingo a Domingo
- 1979
  - 8e étape du Tour de Colombie
- 1983
  - 2e étape (b) du Clásico RCN[32]

## Palmarès sur piste
- 1970
  -  Médaillé d'or de la poursuite individuelle aux Jeux bolivariens
  -  Médaillé d'or de la poursuite par équipes aux Jeux bolivariens
- 1971
  -  Médaillé d'or de la poursuite par équipes aux Jeux panaméricains
- 1974
  -  Champion panaméricain de poursuite par équipes
  -  Médaillé d'or de la poursuite individuelle aux Jeux d'Amérique centrale et des Caraïbes
  -  Médaillé d'argent de la poursuite individuelle aux Championnats panaméricains
  -  Médaillé d'argent de la poursuite par équipes aux Jeux d'Amérique centrale et des Caraïbes
- 1975
  -  Médaillé d'argent de la poursuite par équipes aux Jeux panaméricains

## Résultats sur les championnats

### Jeux olympiques
Une participation.
- Munich 1972 : Quart de finaliste de la poursuite individuelle (en)[14].

### Championnats du monde
- Montjuich 1973 : 10e du 100 km par équipes (avec Edgar García, Álvaro Pachón et Miguel Samacá)[33].
- Montréal 1974 : 
  - Abandon lors de la course en ligne[34].
  - 19e du 100 km par équipes (avec Fabio Navarro (es), Ramiro Castro et Jaime Galeano (es))[35].